# Житнє віскі
Житнє віскі (англ. Kentucky Rye) — третій сегмент 3-го епізоду 1-го сезону телевізійного серіалу «Зона сутінків».

## Сюжет
Головний герой епізоду, Боб Спіндлер, проводить вдалу оборудку та отримує гонорар у розмірі 1500 американських доларів. Дізнавшись про це, він одразу вирішує відмітити подію в барі разом з колегами. Після тривалої вечірки, будучи сильно напідпитку, Боб сідає у своє авто та їде додому. Однак на шляху йому трапляється зустрічний автомобіль, внаслідок чого Боб, не справившись з керуванням, з'їжджає з траси та з усієї сили врізається вже в інший, припаркований автомобіль. Вийшовши з власної автівки та трохи прийшовши до тями, Боб помічає неподалік старий бар «Житнє віскі» та вирішує завітати туди. У цьому закладі Боб випиває ще віскі та перемагає в армреслінг іншого відвідувача, який до цього моменту був непереможним протягом багатьох років. Після цього господар закладу пропонує Спіндлерові купити в нього бар «Житнє віскі» всього за 1600 доларів США. Боб починає торгуватися, щоб знизити ціну, однак господар наполягає на тій ціні, яку назвав. Врешті-решт Боб називає суму 1500 доларів — ту, яку отримав як гонорар — та каже, що більше в нього грошей нема. В цей момент до Боба та господаря «Житнього віскі» підходить таємничий відвідувач, обличчя якого час від часу світиться, та протягує Бобові 100 доларів, яких не вистачає для купівлі закладу. Таким чином, заплативши тепер вже колишньому господареві потрібну суму повністю, Боб Спіндлер стає повноправним власником «Житнього віскі».
Наступного дня Боб, прокинувшись та трохи прийшовши до тями після важкого алкогольного сп'яніння, через вікно бачить поліцейські авто, що зупинилися біля його закладу. Після цього перед ним з'являється той самий дивний відвідувач, що допоміг Спіндлерові придбати «Житнє віскі», від якого Боб дізнається, що під час аварії, в яку він потрапив день тому, загинула людина, а той, хто стоїть перед ним, — примара загиблого. Далі «відвідувач» зникає. Наступним ударом для Боба стає те, що його заклад віднині не працює та підлягає знесенню, а попередній господар саме для того й продав його, щоб позбутися тепер вже нерентабельного бару. Наприкінці епізоду Боб Спіндлер, який ще вчора відчував себе переможцем, впадає у стан крайнього відчаю, усвідомивши, що разом з великою перемогою він тепер зазнав не менш значної поразки.

## Заключна оповідь
«Боб Спіндлер, новий власник та єдиний відвідувач „Житнього віскі“, пекельної таверни, де час перед закриттям тягнеться вічно у зоні сутінків».

## Ролі виконують
- Джефрі ДеМунн — Боб Спіндлер
- Майкл Грін — Ірвінг
- Філіп Брунс — бармен
- Ерліс Говард — відвідувач бару
- Кларенс Фелдер — Ренді
- Скотт Джек — Піт
- Джон ДеМіта — Джордж
- Бред Берлінгейм — Ларрі
- Розмарі Томас — Ненсі
- Глорія Раш — Лаура
- Лайза Лонг — Деббі
- Джон Дейві — офіцер поліції
- Тім Рас — другий офіцер поліції

## Цікаві факти
- Епізод не має оповіді на початку.
- Епізод не є синдикованим.

## Прем'єра
Прем'єра епізоду відбулась у Великій Британії 11 жовтня 1985.